# Renee Teppan
Renee Teppan (ur. 26 września 1993) – estoński siatkarz, grający na pozycji atakującego, reprezentant Estonii. 

## Przebieg kariery
| Lata                      | Klub                        |
| ------------------------- | --------------------------- |
| 2010–2012                 | Pärnu VK                    |
| 2012–2014                 | Bigbank Tartu               |
| 2014–2015                 | Pallavolo Città di Castello |
| 2015–2017                 | Hypo Tirol Innsbruck        |
| 2017–2018                 | Diatec Trentino             |
| 2018–2019                 | PGE Skra Bełchatów          |
| 2019–2020 (do 13.02.2020) | Stade Poitevin              |
| 2020–2020 (od 15.02.2020) | Greenyard Maaseik           |
| 2020–2021                 | Selver Tallinn              |
| 2021–2022 (do 26.01.2022) | Tokat Belediye Plevnespor   |
| 2022–2022 (od 27.01.2022) | Olympiakos Pireus           |
| 2022–2023                 | MKS Będzin                  |
| 2023–2024                 | Al-Wasl                     |
| 2024–                     | Pärnu VK                    |

## Sukcesy klubowe
Liga bałtycka:
- 2021
- 2011, 2014, 2025[6]
- 2012

Liga estońska:
- 2014
- 2011, 2012, 2021, 2025[7]

MEVZA - Liga Środkowoeuropejska:
- 2016, 2017

Liga austriacka:
- 2016, 2017

Superpuchar Polski:
- 2018

Puchar Estonii:
- 2020, 2024[8]

Liga grecka:
- 2022[9]

I liga polska:
- 2023[10]

## Sukcesy reprezentacyjne
Liga Europejska:
- 2016, 2018
- 2021

## Nagrody indywidualne
- 2018: MVP Ligi Europejskiej
- 2021: MVP Schenker League w sezonie 2020/2021